# Omu-csúcs
Az Omu-csúcs (sokhelyütt Omul, románul Vârful Omu) a Bucsecs-hegység legmagasabb csúcsa Brassó megye és Prahova megye határán, Romániában a kilencedik legmagasabb hegycsúcs.
Legkönnyebben délről közelíthető meg, a hegység keleti gerincén végighaladva. Területe nemzeti park. Itt található egy meteorológiai állomás és egy menedékház, amely Romániában a legmagasabban fekvő, állandóan lakott hely. 
A hegytetőn átlagosan 220 nap van fagypont alatti hőmérséklettel és 200 napig tart a hó.

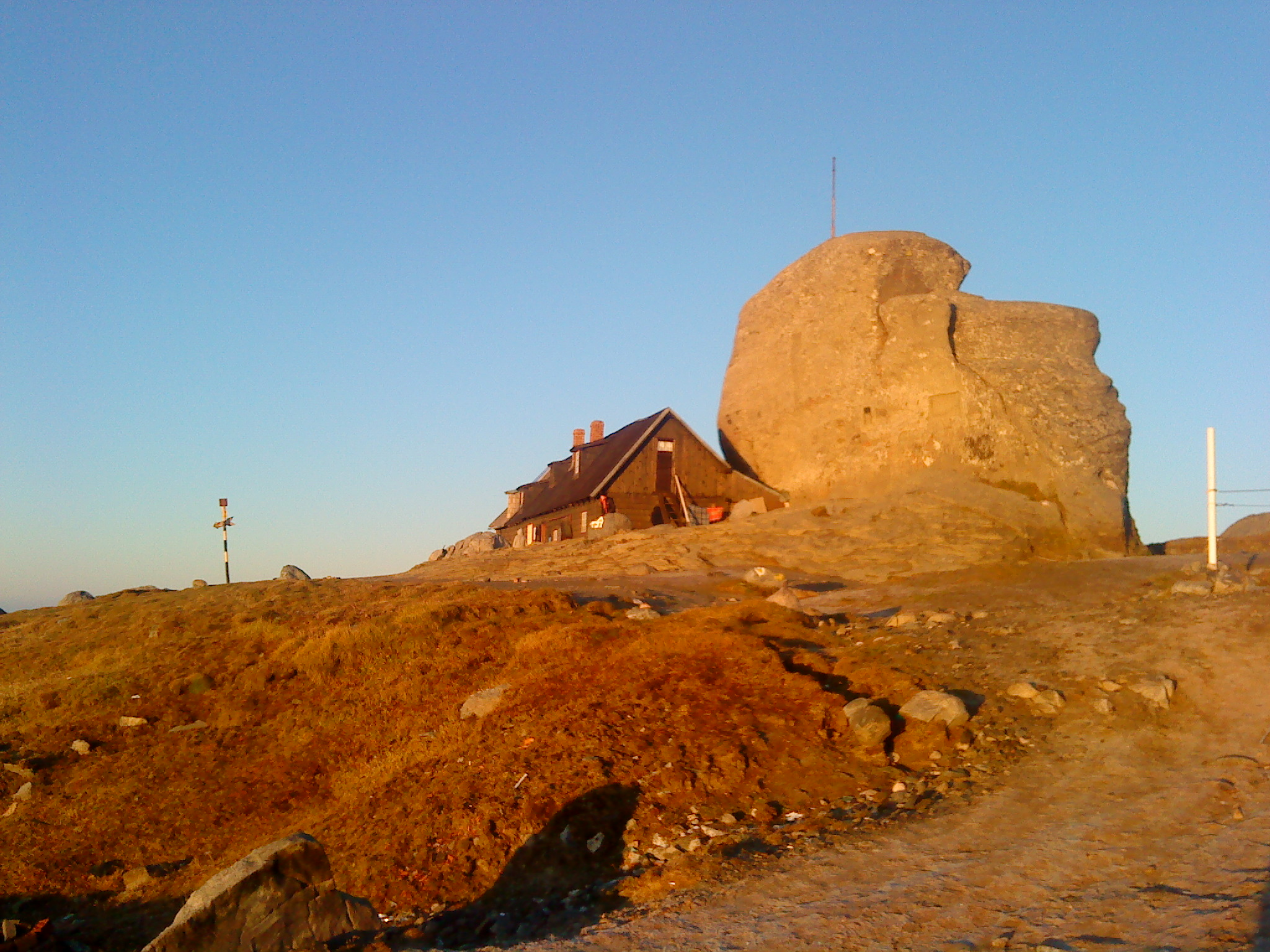
Az Omu-csúcs és a menedékház